# Daughter of the Nile
Daughter of the Nile (en chino: 尼羅河女兒, en pinyin: Ni luo he nü er, literalmente: La hija del Nilo) es una película de 1987 del cineasta taiwanés Hou Hsiao-hsien.

## Contexto
El título de la película hace referencia a un personaje del manga Ōke no Monshō (en japonés:王家の紋章, en inglés: Crest of the Royal Family, lit. El emblema de la familia real) a quien el pueblo egipcio aclama como "la hija del Nilo". La película estudia la vida de personajes jóvenes en el Taipéi urbanizado, con énfasis en la figura marginalizada de una mujer empleada de una cadena de comida rápida que está enamorada de un gigoló. El inicio de la película sugiere un paralelismo entre las dificultades de los personajes de la película (la juventud urbana taiwanesa en plena transición desde una civilización clásica hacia una nueva sociedad dinámica) con los problemas de los personajes míticos del Libro egipcio de los muertos.
En el reparto aparecen la cantante Lin Yang, como protagonista, Jack Kao como su hermano y Tianlu Li en el papel del abuelo que los visita con frecuencia. Este último terminó convirtiéndose en un elemento central de las películas de Hou Hsiao-hsien, y Kao participó en numerosos de sus trabajos.

## Sinopsis

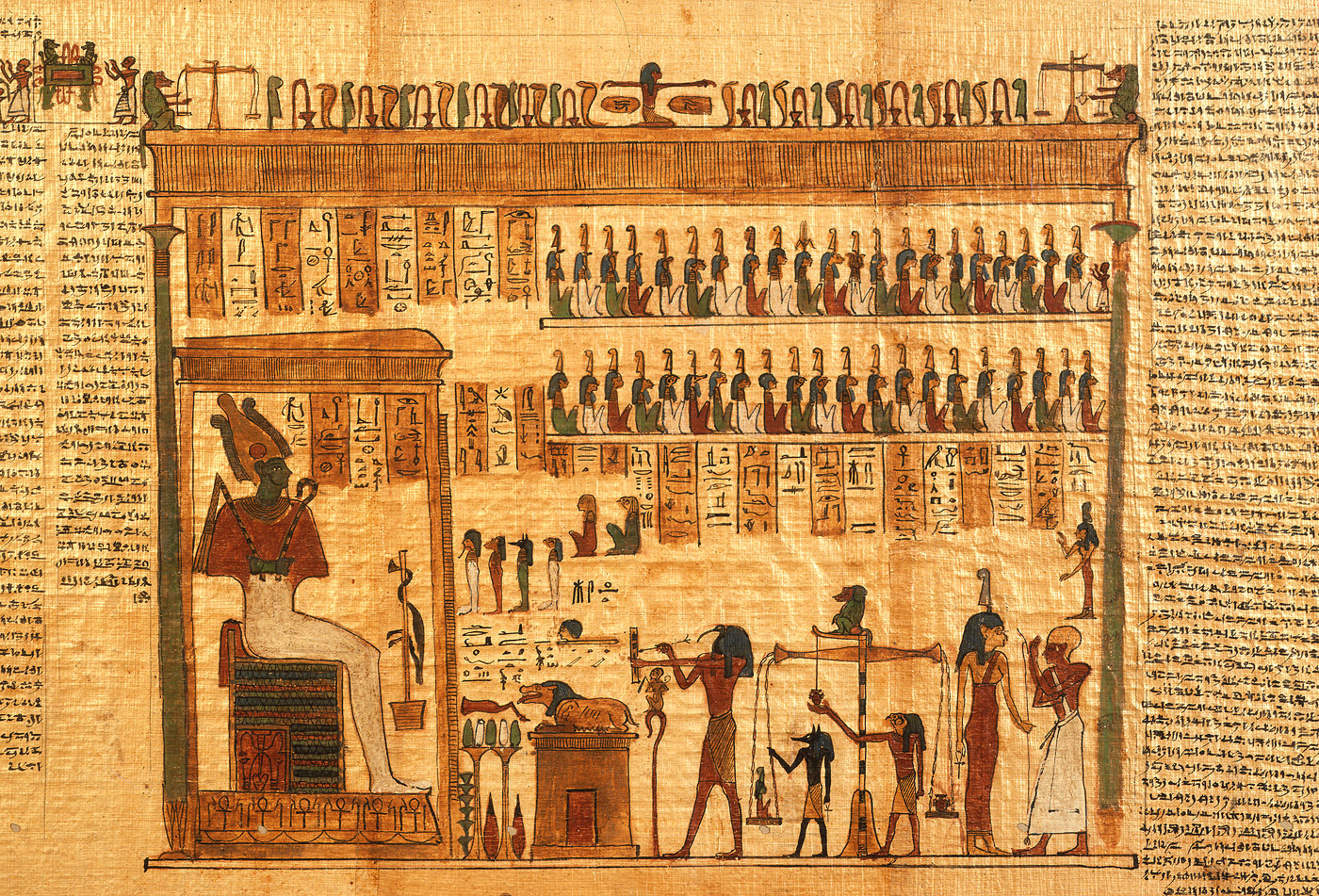
Extracto del Libro de los muertos, que aparece con frecuencia en las imágenes de la película.

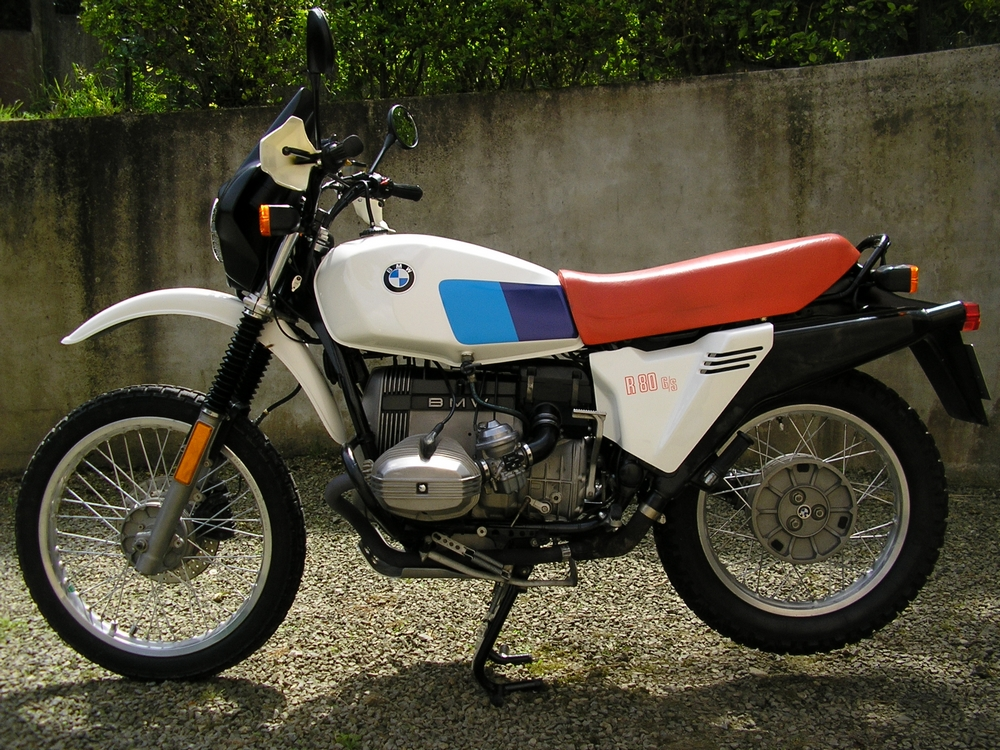
Motocicleta parecida a la que lleva Xiaoyang, la protagonista del film.

Lin Xiaoyang (Lin Yang) intenta cuidar de su familia a la vez que trabaja en un KFC y asiste a una escuela nocturna. Su madre murió debido a una enfermedad y el mayor de los hermanos de la familia perdió la vida en un accidente. El padre (Fu Sheng Tsui) trabaja fuera de la ciudad. Xiaoyang se queda entonces sola y se ve con la responsabilidad de atender a su hermana pequeña, que tiene dificultades en la escuela y ya ha empezado a robar, y a su hermano (Jack Kao), ladrón y miembro de un grupo criminal. 

## Reparto[6]
| Actor                  | Personaje                                           |
| ---------------------- | --------------------------------------------------- |
| Lin Yang (楊林)        | Lin Xiaoyang, chica protagonista que trabaja en KFC |
| Jack Kao (高捷)        | Lin Xiaofang, hermano gánster                       |
| Cai Cande (蔡燦得)     | Xiaowei, hermana pequeña de Xiaoyang                |
| Fan Yang (楊帆)        | A-San                                               |
| Tianlu Li (李天祿)     | Abuelo                                              |
| Fu Sheng Tsui (崔福生) | Padre                                               |
| Xin Shufen (辛樹芬)    | Xiaofen, prometida de Xiaofang                      |
| Yu An-shun             | Compañera de Xiaoyang                               |
| Wu Nien-jen (吳念真)   | Profesor de la escuela nocturna                     |
| Huang Chiung-yao       |                                                     |
| Chen Chien-wen         |                                                     |
| Yang Tzu-tei           |                                                     |
| Lin Chu                |                                                     |
| Chen Shu-fang          |                                                     |
| Tian Weiwei            |                                                     |
| You Jingru             |                                                     |
| Lei Guowei             |                                                     |
| Zue Zhizheng           |                                                     |
| Zhu Youcheng           |                                                     |

## Comentarios de la crítica
Michael Joshua Rowin, de la Reverse Shot, afirmaba en 2008, en su análisis exhaustivo sobre Daughter of the Nile, que es una de las películas más accesibles de Hou, y que, aunque nunca pasó por la gran pantalla en EE. UU. ni se distribuyó en vídeo, el hecho de que anticipe algunas de las temáticas de Millenium Mambo, un trabajo posterior del director y el primero en ser distribuido en los EE. UU., convierte a Daughter of the Nile en un tesoro por descubrir.

## Proyecciones y recepción
La película se proyectó inicialmente en octubre de 1987 en el Festival de Cine de Turín en Italia, donde ganó un premio especial del jurado a nombre de Hou Hsiao-hsien en el apartado de películas internacionales. Cuando fue proyectada en enero de 1988 en el American Film Institute, el Washington Post escribía "Hou Hsiao-hsien tiene este pulido que convierte a su película en un puente entre Oriente y Occidente".  En septiembre de 1988 se proyectó en el Festival de Cine de Toronto y en el Festival de Cine de Nueva York. Tras su proyección en Nueva York, Vincent Canby del The New York Times opinaba acerca de la película " ... no se trata tanto sobre la soledad como de un ejemplo de soledad, es más bien acerca de una revolución que está teniendo lugar lejos de nosotros". Cuando se proyectó en el Festival Internacional de Cine de Chicago en octubre de 1988, Lloyd Sachs del Chicago Sun-Times decía "lenta y reveladora a ratos, Daughter of the Nile no se muestra como una película fácil de describir".
El Anthology Film Archives de Nueva York volvió a proyectar en 1999 la película como parte de una retrospectiva sobre Hou Hsiao-hsien. Se proyectó una vez más en el año 2000 en el National Gallery of Art y el Freer Gallery en un evento de retrospectiva sobre cine taiwanés.
En abril de 2002 formó parte del Festival de Cine Internacional Independiente de Buenos Aires y en 2005 fue proyecta en el Festival Internacional de Cine de Tesalónica de Grecia.
El National Film Repository de Canadá eligió la película para su proyección como retrospectiva del director en 2006
La película fue redistribuida en una versión internacional de Blu-ray + DVD en mayo de 2017.

## Premios
Daughter of the Nile ganó un premio especial del jurado Festival de Cine de Turín, y participó en la Quincena de los realizadores del Festival cinematográfico de Cannes.